# Almaz
Program Almaz (Алмаз – „diamant“) byla série vojenských vesmírných stanic vyslaných do vesmíru Sovětským svazem pod názvem Saljut. Stanice Almaz vyvíjela od roku 1964 konstrukční kancelář Vladimíra Čeloměje OKB-52 (později CKBM, resp. NPO Mašinostrojenija). Úspěšně obydleny byly dva Almazy – Saljut 3 roku 1974 a Saljut 5 v letech 1976 – 1977. Součástí programu byl vývoj lodí TKS, majících za úkol dopravovat kosmonauty a zásoby na Almazy, nakonec ale kosmonauty na stanice vozily lodě Sojuz. Lodě TKS byly pouze vyzkoušeny v bezpilotním režimu, pilotované lety byly zrušeny.
Vliv programu na sovětskou/ruskou pilotovanou kosmonautiku byl širší než vypuštěné stanice. Trupy Almazů byly převzaty pro civilní Saljuty. Z konstrukce lodí TKS vycházely moduly Miru Kvant 2, Kristall, Spektr, Priroda a také modul Zarja Mezinárodní vesmírné stanice.

Kresba stanice Almaz (Saljut 2, 3 a 5)

## Souvislosti vzniku programu
Kolem roku 1965 obě kosmické a vojenské mocnosti světa - SSSR a USA začaly připravovat projekty na vybudování vojenské kosmické stanice. U Američanů byl připravován Program MOL, v jehož rámci měla na orbitě Země existovat stanice obsluhovaná loděmi Gemini. Sovětský svaz zhruba ve stejné době připravoval tajný projekt stanic Almaz. Jeho přípravou byla pověřená konstrukční kancelář Vladimíra Čeloměje. Vypracovaný plán určil první let na rok 1968. Z různých důvodů byl projekt pozdržen, nicméně v roce 1969 byla započata výroba deseti stanic typu Almaz.

## Historie programu

### Projekt (1964–1967)
Diskuze nad projektem orbitální stanice začaly v Čelomějově konstrukční kanceláři OKB-52 (od 1966 přejmenované na CKBM) v říjnu 1964. Oficiálně začala práce na programu roku 1965, kdy vojáci (GUKOS, Hlavní správa kosmických prostředků) předali ministerstvu všeobecného strojírenství požadavky na kosmickou stanici. Úkolem stanice bylo sledování a zjišťování vojenských cílů malých rozměrů a/nebo částečně maskovaných. Získané informace měli vyhodnocovat kosmonauti na místě, nejdůležitější odvysílat na Zem, ostatní poslat v návratových kapslích. Projekt dostal jméno Almaz.
V nejranější variantě měla být orbitální stanice vynášena raketou Proton i s kosmonauty a včetně přistávacího modulu. Krátká doba využitelnosti stanice – pouze jednou posádkou – vedla k přepracování projektu.
Poté CKBM navrhla vesmírný komplex, který se měl skládat z orbitální pilotované stanice (OPS) s posádkou 2–3 kosmonautů, trvanlivostí 2–3 let, vynášenou na oběžnou dráhu raketou UR-500K Proton tehdy vyvíjenou ve Filiálce č. 1 tehdejšího OKB-52. Zásobování stanice měla zajišťovat loď Sojuz VI vyvíjená ve Filiálce č. 3 OKB-1. V zájmu prodloužení životnosti stanice měla zásobovací loď dopravovat nejen posádku, ale i nezbytné potraviny, vodu, fotografické filmy a materiály pro přístroje stanice, návratové kapsle a rovněž aparaturu pro zajištění životních podmínek (regeneraci vzduchu), zkrátka všechny systémy jejichž životnost nedosahovala několika let.
V září 1966 při posuzování předběžného projektu vyšlo najevo, že Sojuz VI je schopen na stanici dopravit pouze posádku, nikoliv však nutný materiál. V OKB-52 proto začali projektovat vlastní dopravní loď (TKS, transportní kosmický systém), pro přetíženost konstruktérů byla koncem roku 1967 práce nad lodí předána Filiálce č. 1 (ta mezitím dokončila vývoj rakety Proton K). Konstrukce návratového modul (VA) lodě TKS však zůstala CKBM.

### Výroba (od 1967)
Roku 1967 byl schválen projekt a určeny termíny výroby. V Závodě Chruničeva začala produkce prvních exemplářů stanice. Roku 1969 už bylo vyrobeno několik testovacích i letových trupů.
Výroba trupů a části vybavení šla dobře, ale přístrojové vybavení subdodavatelé dodávali jen pomalu. Další zdržení zapříčinila shora nařízená účast chruničevců na programu DOS. Roku 1970 byly totiž hotové trupy použity pro stanice DOS (dlouhodobá orbitální stanice) programu Saljut. DOSy byly vytvořeny konkurenty z CKBEM použitím motorů a systémů zabezpečení životních podmínek i řízení původem z jejich Sojuzů umístěných do trupů OPS.
Projektování TKS se protahovalo, proto vláda v červnu 1970 rozhodla zásobovat stanice OPS zpočátku Sojuzy (ve verzi 7K-T s upraveným stykovým uzlem), s nutně zkrácenou dobou využití, a až v druhé etapě využít lodě TKS podle projektu.

### Lety (1973 – 1977)
První stanice Almaz byla vypuštěna 3. dubna 1973 pod názvem Saljut 2. Aby nebyl SSSR obviněn z militarizace vesmíru, rozhodl osobně L. I. Břežněv o přejmenování stanic na Saljuty. Čeloměj alespoň přikázal svým lidem umístit nápis Saljut na panely oddělující se při startu. Už po dvou dnech letu se objevily problémy s řízením letu, záhy došlo k dehermetizaci stanice a 25. dubna k definitivní ztrátě kontroly nad stanicí. Almaz 1 zanikl v atmosféře 28. května 1973.
Almaz 2 byl, pod názvem Saljut 3, vypuštěn 25. června 1974. Ve dnech 5. – 19. července byla osídlena dvoučlennou posádkou přiletivší v Sojuzu 14. Druhý pokus o obydlení (Sojuz 15, 26. – 28. srpna 1974) selhal pro závadu přibližovacího systému Igla. Stanice zanikla v atmosféře 24. ledna 1975.
Další Almaz byl vypuštěn 22. června 1976 jako Saljut 5. Ke stanici vzlétly tři posádky v lodích Sojuz 21, 23 a 24. U prostředního letu selhal přibližovací systém, ostatní dvě obydlení stanice byly úspěšné.
| Název stanice | Veřejný název stanice | Index GRAU | Typové označení | Výrobní číslo | Vypuštění       | Návštěvní lodě             | Pobyt na stanici                | Zánik           |
| ------------- | --------------------- | ---------- | --------------- | ------------- | --------------- | -------------------------- | ------------------------------- | --------------- |
| Almaz 1       | Saljut 2              | 11F71      | OPS-1           | 10101         | 3. dubna 1973   |                            |                                 | 28. května 1973 |
| Almaz 2       | Saljut 3              | 11F71      | OPS-2           | 10102         | 25. června 1974 | Sojuz 14 Sojuz 15          | 13 dní neúspěšné spojení        | 24. ledna 1975  |
| Almaz 3       | Saljut 5              | 11F71      | OPS-3           | 10301         | 22. června 1976 | Sojuz 21 Sojuz 23 Sojuz 24 | 48 dní neúspěšné spojení 15 dní | 8. srpna 1977   |
| Almaz 4       |                       | 11F71      | OPS-4           | 10401         | Nevypuštěna     | Nevypuštěna                | Nevypuštěna                     | Nevypuštěna     |

### Uhasínání (od 1977)
Čtvrtá stanice Almaz měla být připravena k letu roku 1978. Byla značně zdokonalená, měla dva stykovací uzly (jeden pro Sojuzy, druhý pro TKS) a nové vnitřní vybavení. Ale od začátku roku se práce začaly protahovat a koncem roku státní komise rozhodla o zrušení letů stanic OPS. Měly být nahrazeny bezpilotními špionážními stanicemi Almaz T, kosmonauty pouze navštěvovanými při opravách a údržbě přístrojů. Hotová OPS-4 byla zakonzervována a je vystavována ve firmě v Reutovu.
V letech 1979–1980 Čeloměj přišel s návrhy na modernější a mohutnější (35 tun) stanici Almaz, vynášenou novou raketu. Přípravné práce však byly pro nedostatek financí ukončeny.
Ještě roku 1978 byla zahájena výroba tří Almazů T. První z nich byl dopraven na Bajkonur koncem roku 1980, ale pod tlakem ministra obrany Ustinova v prosinci 1981 byl usnesením vlády a ÚV program Almaz T zrušen, připravená stanice měla být rozebrána. Navzdory vládnímu rozhodnutí bajkonurští inženýři stanici uschovali na kosmodromu a po smrti ministra (prosinec 1984) mohl být program opět oživen. První Almaz T byl ztracen při neúspěšném startu rakety Proton 29. listopadu 1986. Druhý byl vypuštěn 25. července 1987 pod názvem Kosmos 1870 (tehdy označován za družici typu Resurs R). Proton s posledním exemplářem označeným Almaz 1 odstartoval 31. března 1991. Pořizoval radarové mapy, které byly následně prodávány zájemcům po světě.
Začátkem devadesátých let GKNPC Chruničeva pracovalo na další verzi bezpilotního Almazu značené Almaz 1V a projektovalo Almaz 2. Starty předpokládalo roku 1996 a 1998. Pro nedostatek financí byl program zrušen.

## Popis Almazu
Projekt Almaz předpokládal vybudování pozemních výcvikových a řídících komplexů, nicméně jeho jádrem byla orbitální stanice složená ze dvou částí, vlastní stanice OPS a dopravní lodě TKS.
Zvláštností programu byla role dopravní lodi. U ostatních stanic 70. let (Saljut, Skylab) dopravní loď přivážela kosmonauty s relativně nízkým množstvím zásob. TKS naproti tomu tvořila celek s modulem OPS a teprve komplex OPS+TKS složil plnohodnotnou stanici. Loď TKS totiž dopravovala kosmonauty, ale i potraviny, vodu, fotografické filmy a materiály pro přístroje stanice, návratové kapsle a rovněž aparaturu pro zajištění životních podmínek (regeneraci vzduchu), zkrátka všechny systémy jejichž životnost nedosahovala několika let. Po dobu osídlení měl být celý komplex řízen počítačem v TKS (původně měl být počítač jako nejdražší část vybavení umístěn v opakovaně použitelném přistávacím modulu (VA), nakonec bylo řízení rozděleno mezi počítače v TKS a v VA).
Představu o vztahu stanice a lodi programů Saljut a původního Almazu dávají následující údaje:
| Stanice | Obyvatelný prostor | Dopravní loď | Obyvatelný prostor | Dopravený náklad |
| ------- | ------------------ | ------------ | ------------------ | ---------------- |
| Almaz   | 90 m3              | TKS          | 45 m3              | 5,2 t            |
| Saljut  | 82,5 m3            | Sojuz        | 8,5 m3             | 0,1 t            |

Druhou odlišností programu od Saljutů byla pečlivá pozemní příprava. Trenažéry byly vyrobeny ještě před vlastní stanicí, v kontrastu k dosavadním programům. Navíc po během letů pracovali kosmonauti firemního oddílu v analogu stanice na Zemi, a všechny důležitější činnosti kontrolovali a ověřovali.

### Stanice OPS
Stanice OPS 1 až 3 na startu vážily 18,9 tuny (včetně pěti tun užitečného zatížení), byly dlouhé 14,55 metru, průměr v nejsilnější části měly 4,15 metru. Hermetický úsek sestával ze dvou propojených válců. Na zadním z nich (větším) byl spojovací uzel pro lodě typu Sojuz. Uvnitř pak zásobníky potravin, vody, kyslíku, stanoviště pilota stanice a přístrojové vybavení stanice. Hlavním přístrojem byl velký optický teleskop (průměr zrcadla 1 metr, ohnisková vzdálenost 6,3 metru) určený pro snímkování letišť a raketových základen. Snímky měla zpracovávat obsluha stanice. Ta měla své stanoviště v předním, menším (průměr 2,9 metru) z válců, ve kterém se nalézala obytná část a řídící pult systémů zabezpečení životních podmínek a byl opatřen spojovacím zařízením lodí Merkur.
Kromě průzkumného zařízení měly stanice také 23mm letecký kanón Richter R-23 (podle jiných zdrojů 23 nebo 30mm kanón Nudelmann NR-23/NR-30). Saljut 3 provedl úspěšný test střelby na družici.
Stanice OPS-4 měla pozměněné přístrojové vybavení, především velký fotoaparát Agat 1 byl nahrazen jinými přístroji. Sojuzovský stykový uzel byl přemístěn na přední konec stanice, na původním místě byl instalován stykový uzel pro TKS. Místo kanónu nesla dvě střely kosmos-kosmos taktéž vyvinuté Nudelmanovou konstrukční kanceláří.

### Loď TKS
Loď TKS se skládala odshora z systému SAS (havarijní záchrana při startu), úseku BSO (přistávací motory), vlastní návratové kabiny (VA, také Merkur) a funkčně nákladního bloku (FGB) určeného pro dopravu nákladu pro stanici. Loď byla velká, na délku 17,51 metrů, průměr až 4,15 metru. K jejímu vynesení byla používána raketa Proton. Kabina Merkuru byla konstruována jako kužel vnějškově podobný (menšímu) Sojuzu či americkému Apollu.

## Příprava posádek
Pro lety na stanice Almaz byla už v září 1966 v oddílu kosmonautů CPK vyčleněna samostatná skupina. Kosmonauti zahájili výcvik, seznamovali se se stanicí a roku 1970 byly určeny tři tříčlenné posádky. O rok později, po omezení početnosti posádek Sojuzů na dva členy byly posádky reorganizovány na pět dvojic. Do vesmíru se dostaly až roku 1974 dvě posádky (na Almaz2/Saljut 3) a v letech 1976–1977 tři posádky (na Almaz 3/Saljut 5).
Od roku 1967 začalo vlastní skupinu kosmonautů sestavovat i Čelomějovo CKBM (od 1983 NPO Mašinostrojenije). První z nich získal kvalifikaci kosmonauta v březnu 1972, do prosince 1978 mělo CKBM, přes tuhý odpor představitelů NPO Eněrgija, už šest plně kvalifikovaných kosmonautů. Pro lety na Almaz 4 lodí TKS byly koncem roku 1978 sestaveny smíšené posádky z kosmonautů CPK a CKBM. Lety byly naplánované na léta 1981. Ale roku 1980 byly posádky rozpuštěny. Přesto NPO Mašinostrojenije udržovalo svůj oddíl kosmonautů až do dubna 1987.
V letech 1983–1985 se ještě připravoval let kosmonautů CPK na obsluhu Kosmosu 1686, v červnu 1985 byl ale zrušen a kosmonauti převedeni do jiných skupin (většina na program Buran).